# Aeroportul Xichang Qingshan
Aeroportul Xichang Qingshan (IATA: XIC, ICAO: ZUXC) este un aeroport din Sichuan, Republica Populară Chineză ce deservește zona Xichang. Aeroportul a fost tranzitat în 2022 de 1.183.527 de pasageri. A fost numit după zona deservită.
Situat la o altitudine de 1.558 m, aeroportul dispune de o singură pistă.